# St Ives (circonscription britannique)
Pour les articles homonymes, voir St Ives.
Circonscription parlementaire de la Chambre des communes
La circonscription de St Ives est une circonscription électorale anglaise située en Cornouailles et représentée à la Chambre des communes du Parlement britannique.

## Géographie
La circonscription comprend :
- Les villes de St. Ives, Penzance et Newlyn
- Les paroisses civiles de St Erth et Zennor

## Députés
Les Members of Parliament (MPs) de la circonscription sont :
La circonscription apparue en 1558 et fut représentée par Thomas Randolph (1558-1559 et 1572-1581), Edmund Waller (1641-1643), Charles D'Avenant (1685-1689), James Graham (1820-1821) et Edward Bulwer-Lytton (1831-1832).
1832-1885
| Législature            | Années    | Député                  | Député                    | Parti        |
| ---------------------- | --------- | ----------------------- | ------------------------- | ------------ |
| St. Ives               |           |                         |                           |              |
| 11e                    | 1832–1835 |                         | John Halse                | Conservateur |
| 12e                    | 1835–1837 |                         | John Halse                | Conservateur |
| 13e                    | 1837–1838 |                         | John Halse                | Conservateur |
| 13e                    | 1838-1841 | William Tyringham Praed |                           | Conservateur |
| 14e                    | 1841–1846 | William Tyringham Praed |                           | Conservateur |
| 14e                    | 1846-1847 | Lord William Powlett    |                           | Conservateur |
| 15e                    | 1847–1852 | Lord William Powlett    |                           | Conservateur |
| 16e                    | 1852–1857 | Robert Laffan           |                           | Conservateur |
| 17e                    | 1857–1859 | Henry Paull             |                           | Conservateur |
| 18e                    | 1859–1865 | Henry Paull             |                           | Conservateur |
| 19e                    | 1865–1868 | Henry Paull             |                           | Conservateur |
| 20e                    | 1868–1874 |                         | Charles Magniac           | Libéral      |
| 21e                    | 1874–1874 |                         | Edward Gershour Davenport | Conservateur |
| 21e                    | 1874-1875 | Charles Tyringham Praed |                           | Conservateur |
| 21e                    | 1875-1880 | Charles Tyringham Praed |                           | Conservateur |
| 22e                    | 1880–1881 |                         | Charles Reed              | Libéral      |
| 22e                    | 1881-1885 |                         | Charles Campbell Ross     | Conservateur |
| Circonscription abolie |           |                         |                           |              |

Depuis 1885
| Législature                                          | Années       | Député                 | Député                 | Parti               |
| ---------------------------------------------------- | ------------ | ---------------------- | ---------------------- | ------------------- |
| St. Ives issue de St. Ives, Helston et West Cornwall |              |                        |                        |                     |
| 23e                                                  | 1885–1886    |                        | John St. Aubyn         | Libéral             |
| 24e                                                  | 1886–1887    |                        | John St. Aubyn         | Libéral-unioniste   |
| 24e                                                  | 1887-1892    | Thomas Bedford Bolitho |                        | Libéral-unioniste   |
| 25e                                                  | 1892–1895    | Thomas Bedford Bolitho |                        | Libéral-unioniste   |
| 26e                                                  | 1895–1900    | Thomas Bedford Bolitho |                        | Libéral-unioniste   |
| 27e                                                  | 1900–1904    | Edward Hain            |                        | Libéral-unioniste   |
| 27e                                                  | 1904-1906    | Edward Hain            |                        | Libéral             |
| 28e                                                  | 1906–1910    | Clifford John Cory     |                        | Libéral             |
| 29e                                                  | 1910–1910    | Clifford John Cory     |                        | Libéral             |
| 30e                                                  | 1910–1918    | Clifford John Cory     |                        | Libéral             |
| 31e                                                  | 1918–1922    | Clifford John Cory     |                        | Libéral             |
| 32e                                                  | 1922–1923    |                        | John Anthony Hawke     | Conservateur        |
| 33e                                                  | 1923–1924    |                        | Clifford John Cory (2) | Libéral             |
| 34e                                                  | 1924–1928    |                        | John Anthony Hawke (2) | Conservateur        |
| 34e                                                  | 1928-1929    |                        | Hilda Runciman         | Libéral             |
| 35e                                                  | 1929–1931    | Walter Runciman        |                        | Libéral             |
| 36e                                                  | 1931–1935    | Walter Runciman        |                        | National liberal    |
| 37e                                                  | 1935–1937    | Walter Runciman        |                        | National liberal    |
| 37e                                                  | 1937-1945    | Alec Beechman          |                        | National liberal    |
| 38e                                                  | 1945–1950    | Alec Beechman          |                        | National liberal    |
| 39e                                                  | 1950–1951    | Greville Howard        |                        | National liberal    |
| 40e                                                  | 1951–1955    | Greville Howard        |                        | National liberal    |
| 41e                                                  | 1955–1959    | Greville Howard        |                        | National liberal    |
| 42e                                                  | 1959–1964    | Greville Howard        |                        | National liberal    |
| 43e                                                  | 1964–1966    | Greville Howard        |                        | National liberal    |
| 44e                                                  | 1966–1968    | John Nott              |                        | National liberal    |
| 44e                                                  | 1968-1970    | John Nott              |                        | Conservateur        |
| 45e                                                  | 1970–1974    | John Nott              |                        | Conservateur        |
| 46e                                                  | 1974–1974    | John Nott              |                        | Conservateur        |
| 47e                                                  | 1974–1979    | John Nott              |                        | Conservateur        |
| 48e                                                  | 1979–1983    | John Nott              |                        | Conservateur        |
| 49e                                                  | 1983–1987    | David Harris           |                        | Conservateur        |
| 50e                                                  | 1987–1992    | David Harris           |                        | Conservateur        |
| 51e                                                  | 1992–1997    | David Harris           |                        | Conservateur        |
| 52e                                                  | 1997–2001    |                        | Andrew George          | Libéraux-démocrates |
| 53e                                                  | 2001–2005    |                        | Andrew George          | Libéraux-démocrates |
| 54e                                                  | 2005–2010    |                        | Andrew George          | Libéraux-démocrates |
| 55e                                                  | 2010–2015    |                        | Andrew George          | Libéraux-démocrates |
| 56e                                                  | 2015–2017    |                        | Derek Thomas           | Conservateur        |
| 57e                                                  | 2017–2019    |                        | Derek Thomas           | Conservateur        |
| 58e                                                  | 2019–Présent |                        | Derek Thomas           | Conservateur        |